# Declan McManus
Declan McManus (* 3. August 1994 in Glasgow) ist ein schottischer Fußballspieler.

## Karriere

### Verein
Declan McManus spielte zu Beginn der Karriere in der Jugend des FC Aberdeen. Im April 2012 gab der Angreifer sein Profidebüt in der Partie gegen Dunfermline Athletic als er für Scott Vernon eingewechselt wurde. In der Saison 2011/12 absolvierte McManus unter Craig Brown ein weiteres Ligaspiel gegen den FC Kilmarnock. Für die Saison 2013/14 wurde McManus an den Zweitligisten Alloa Athletic verliehen. In der Saison 2014/15 spielte er bei Greenock Morton, mit dem er die Drittligameisterschaft gewann. Mit 20 Treffern wurde er zudem Torschützenkönig. Im Mai 2015 unterschrieb McManus einen Dreijahresvertrag beim englischen Drittligisten Fleetwood Town.

### Nationalmannschaft
Declan McManus spielte von 2012 bis 2015 für die schottischen Juniorennationalteams der U-18, U-19 und U-21. 

## Erfolge
mit Greenock Morton:
- Scottish League One: 2014/2015

Individuell:
- Torschützenkönig: Scottish League One 2014/15